# Rio Hânsaru
O Rio Hânsaru é um rio da Romênia, afluente do Bâsca Roziliei, localizado no distrito de Buzău.